# Pfarrkirche Neusiedl am See

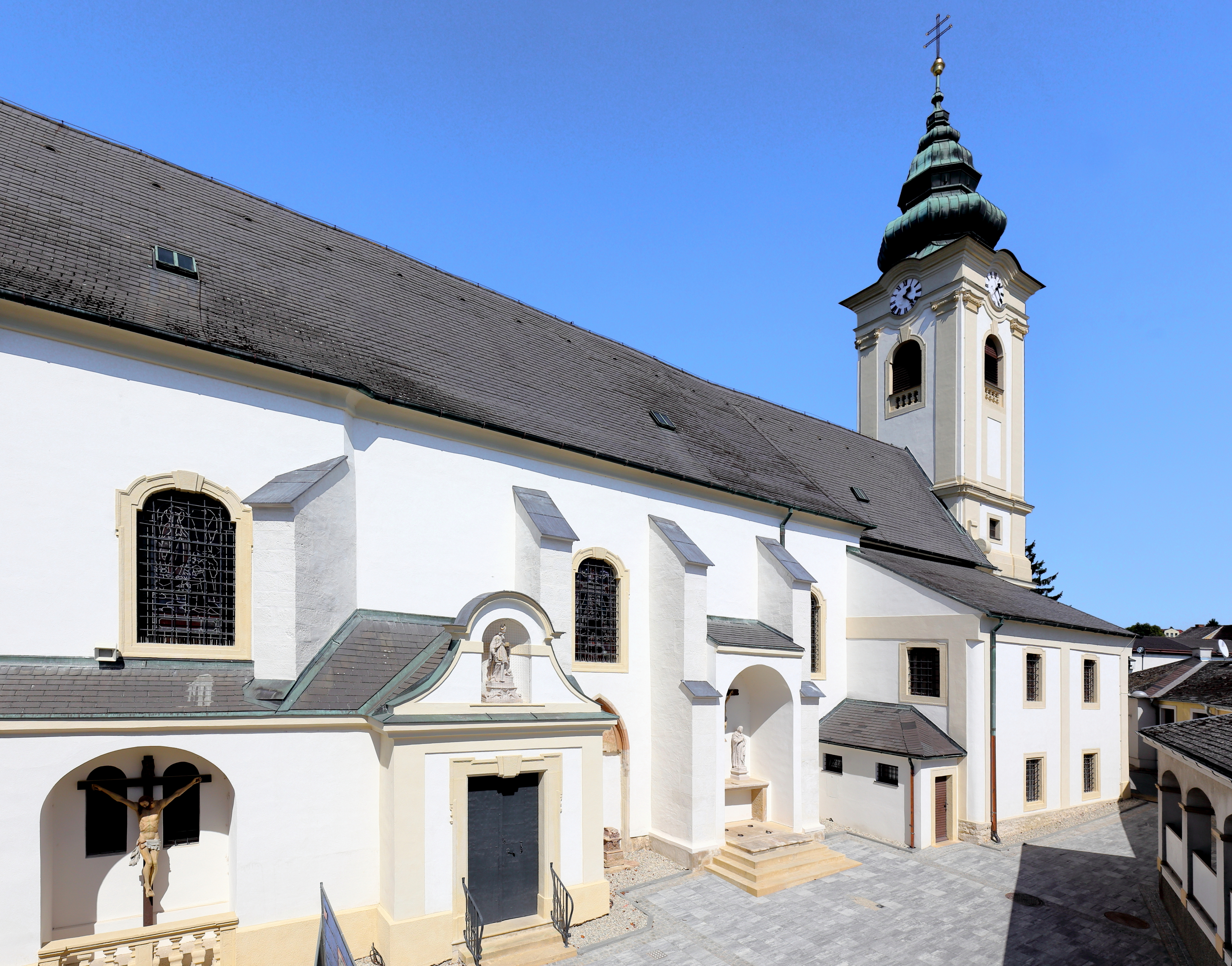
Südwestansicht der katholischen Pfarrkirche Hll. Nikolaus und Gallus (2016)

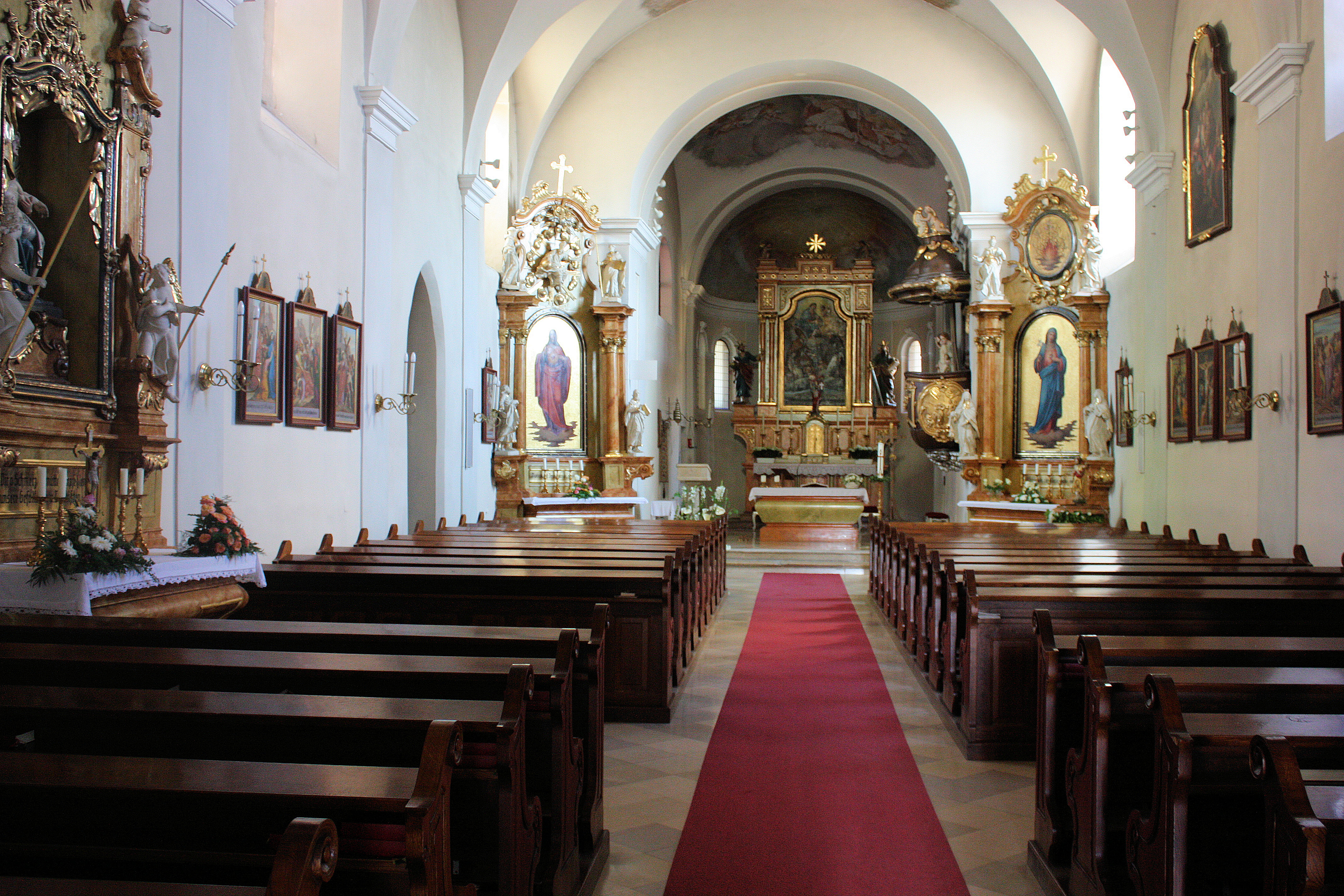
Innenansicht der Pfarrkirche

Die römisch-katholische Pfarrkirche Neusiedl am See steht in der Stadt Neusiedl am See im Bezirk Neusiedl am See im Burgenland. Sie ist den Heiligen Nikolaus und Gallus geweiht und gehört zum Dekanat Neusiedl am See in der Diözese Eisenstadt. Das Bauwerk steht unter Denkmalschutz (Listeneintrag).

## Lagebeschreibung
Die Kirche steht im alten Friedhof abseits der Hauptstraße in erhöhter Lage.

## Geschichte
Die Pfarre wurde vor 1313 gegründet. Ein gotischer Bau wird urkundlich erstmals 1464 erwähnt. Im Zuge der Ersten Wiener Türkenbelagerung 1529 dürfte die Kirche, so wie der ganze Ort, abgebrannt sein. Im Jahr 1633 erfolgte unter dem Pfarrer Johann Aichmüller eine Generalrenovierung. Dabei wurde unter anderem das gotische Spitzbogengewölbe durch das runde Tonnengewölbe, das bis heute geblieben ist, ersetzt. Während der Zweiten Wiener Türkenbelagerung brannte die Kirche 1683 abermals ab. Der Bau wurde 1685 erneuert und 1708 beim Kuruzenaufstand geplündert. Von 1735 bis 1737 wurde die Kirche unter Baumeister Wimpassinger, dem Stadtbaumeister von Bruck an der Leitha, erweitert. Dabei erfolgte eine Verlängerung des Kirchenschiffes um rund zehn Meter Richtung Westen und das Hauptportal wurde in die Mitte der Südwand versetzt sowie eine kleine Vorhalle als Windfang vorgebaut. Im Jahr 1737 wurde der baufällige Kirchturm durch einen Neubau ersetzt. Die Sakristeien mit den Oratorien wurden 1791 unter Baumeister Anton Froschauer gebaut. 1972 erfolgte eine Außenrestaurierung.

## Kirchenbau

### Kirchenäußeres
Die Kirche ist ein im Kern gotischer Bau, der barockisiert wurde. An der Süd- und Nordfront ist die Länge des ehemaligen gotischen Kirchenschiffes an der Schrägstellung der einfach abgetreppten Strebepfeiler sichtbar. Der lange Chor ist halbrund geschlossen. An den Volutengiebeln der äußeren Ummantelung ist der quadratische dreigeschoßige Ostturm angebaut. Das Obergeschoß weist ionische Ecklisenen auf. Der Zwiebelhelm ist aus dem Jahr 1737. An das Langschiff ist das Südportal mit Windfang angebaut. Über dem Portal ist ein geschweifter Rundgiebel mit einer Nische. In dieser Nische ist eine Steinfigur des heiligen Nikolaus von Myra. Links ist eine Rundbogennische mit Kruzifix und Steinbalustrade. Auf der rechten Seite sind Gewändereste eines freigelegten gotischen Portals. Zwischen drittem und viertem Strebepfeiler ist eine gedeckte Nische mit einer barocken polychromierten Kreuzigungsgruppe aus dem 18. Jahrhundert. Davor ist im Boden eine Gruftplatte aus dem 18. Jahrhundert mit der Inschrift „Breunerische Bergräbnusz“ Auf beiden Seiten des Chorjochs sind zweigeschoßige, zweiachsige Anbauten, in denen die Sakristeien und Oratorien untergebracht sind. An der Nordseite ist ein neugotischer Kapellenanbau von 1873.

### Kircheninneres
Das fünfjochige Kirchenschiff ist tonnengewölbt mit Stichkappen. Das Gewölbe ruht auf flachen Pilastern. Die Westempore hat keine Stützen. An der geraden Brüstung ist vergoldeter Dekor. Über den Pilastern ist ein durchlaufendes Gesims. Die Deckengemälde stammen von H. A. Brunner aus dem Jahr 1951. Das Bild zeigt „Mariä Himmelfahrt“. Der Triumphbogen ist rundbogig. Über dem quadratischen Chorjoch ist Platzlgewölbe. Die Apsis ist schalengewölbt.

## Ausstattung
Der Hochaltar ist eine freistehende flache Altarwand von 1898. Das Altarbild zeigt die Heiligen Gallus und Nikolaus mit einer alten Ansicht von Neusiedl. Es wurde 1738 von Johann Länner gemalt. Das Bild wird von barocken Figuren in weißer Fassung flankiert. Mittig stehen die Figuren der Heiligen Petrus und Paulus aus der ersten Hälfte des 18. Jahrhunderts. Die Seitenaltäre aus der ersten Hälfte des 18. Jahrhunderts bestehen aus konkaven Wänden. Auf der linken Seite zeigt das Altarbild das „Herz Jesu“. Es wird von zwei Ordensheiligen flankiert, zwei Mönche stehen auf dem Gebälk. Das Altarbild des rechten Seitenaltares zeigt das „Herz Mariens“. Das Bild wird von den Heiligen Elisabeth und einer weiteren weiblichen Heiligen flankiert. Auf dem Gebälk stehen Figuren der Heiligen Barbara und Katharina. Das barocke Aufsatzbild stellt den „Brennenden Dornbusch“ dar. Der Seitenaltar an der Nordwand stammt aus der Mitte des 18. Jahrhunderts. Der Altar besteht aus einer flachen Wand in einer geschweift gerahmten Nische. In dieser steht eine plastische polychrome Pietà sowie Engel mit Marterwerkzeuge. Die Kanzel, die sogenannte „Fischerkanzel“, aus der Mitte des 18. Jahrhunderts ist bemerkenswert. Der gebauchte Korb hat die Form eines Stevens eines Schiffes auf silbernen Wellen. An der Chorwand ist der Bug mit Mast und Takelage dargestellt. Die Figuren stellen Christus mit dem Wasser versinkenden Petrus dar. Dahinter ist der heilige Johannes dargestellt. Am Korb ist das Relief eines vergoldeten Zinsgroschen dargestellt. Auf dem Schalldeckel ist eine glockenförmige Haube mit den Gesetzestafeln des Mose. Die Bänke und der Taufstein stammen aus dem 18. Jahrhundert. Auf einem Bild ist die Heilige Sippe dargestellt. Auf einem weiteren Bild an der Südwand des Langhauses über dem Südportal ist Gottvater dargestellt. Das Bild aus dem 18. Jahrhundert war das ehemalige Oberbild des Hochaltars. Recht vom Südportal steht eine Figur des heiligen Johannes Nepomuk aus dem 18. Jahrhundert. In der Nordkapelle steht ein neugotischer Flügelaltar mit Bildern von der Geburt Jesu, der Kreuzigung und der Auferstehung. Sie stammen vom Ende des 19. Jahrhunderts.

## Orgel
Das Gehäuse der Orgel wurde 1775 geschaffen. Das Werk mit 20 Registern stammt von Rieger Orgelbau aus dem Jahr 1979.

## Friedhof
Auf dem Friedhof rund um die Kirche sind Fragmente von Grabsteinen aus dem 17. und 18. Jahrhundert an der Ostmauer des Friedhofs erhalten. In der Friedhofsmauer sind mehrere gotische Werkstücke in der Mauer verbaut.